# Memoriał Henryka Łasaka 2012
Il Memoriał Henryka Łasaka 2012, quattordicesima edizione della corsa, valida come evento dell'UCI Europe Tour 2012 categoria 1.2, si svolse l'11 agosto 2012 su un percorso di 204 km. Fu vinto dal polacco Sylwester Janiszewski, che terminò la gara in 4h21'44" alla media di 46,76 km/h.
Al traguardo 84 ciclisti portarono a termine il percorso.

## Squadre e corridori partecipanti
| N.    | Cod. | Squadra                      |
| ----- | ---- | ---------------------------- |
| 1-8   | SAK  | Sava                         |
| 9-16  | CCC  | CCC Polsat Polkowice         |
| 17-24 | PSK  | PSK Whirlpool-Author         |
| 25-32 | OCM  | OneCo-Mesterhus Cycling Team |
| 33-40 |      | Chrobry Felt Glogow          |
| 41-48 | WIB  | Wibatech-LMGK Ziemia Brzeska |
| 49-56 | NSP  | NSP-Ghost                    |
| 57-64 | DUK  | Dukla Trencin-Trek           |
| 65-72 |      | Bolmet Trek Legnica          |

| N.      | Cod. | Squadra             |
| ------- | ---- | ------------------- |
| 73-80   | UKR  | Ucraina             |
| 81-88   |      | Ziemia Wielkopolska |
| 89-96   | BDC  | BDC-Marcpol Team    |
| 97-104  | BGZ  | Bank BGŻ            |
| 105-112 |      | SKC Prostejov       |
| 121-128 | RUS  | Russia              |
| 129-136 | POL  | Polonia             |
| 137-144 |      | Ziemia Malopolska   |
| 153-160 |      | Ziemia Kaliska      |

## Ordine d'arrivo (Top 10)
| Pos. | Corridore             | Squadra      | Tempo    |
| ---- | --------------------- | ------------ | -------- |
| 1    | Sylwester Janiszewski | CCC-Polsat   | 4h21'44" |
| 2    | Luka Mezgec           | Sava         | s.t.     |
| 3    | Mieszko Bulik         | Chrobry Felt | s.t.     |
| 4    | Steffen Radochla      | NSP-Ghost    | s.t.     |
| 5    | Tomasz Smoleń         | Bank BGŻ     | s.t.     |
| 6    | Pawel Franczak        | Wielkopolska | s.t.     |
| 7    | Stefan Schäfer        | NSP-Ghost    | s.t.     |
| 8    | Marek Rutkiewicz      | CCC-Polsat   | s.t.     |
| 9    | Damian Walczak        | BDC-Marcpol  | s.t.     |
| 10   | Sondre Moen Hurum     | Oneco        | s.t.     |